# Ремингтон (Вирџинија)
Ремингтон (енгл. Remington) град је у америчкој савезној држави Вирџинија. По попису становништва из 2010. у њему је живело 598 становника.

## Демографија
Према попису становништва из 2010. у граду је живело 598 становника, што је 26 (4,2%) становника мање него 2000. године.
| Група             | 2000.       | 2010.       |
| Белци             | 496 (79,5%) | 437 (73,1%) |
| Афроамериканци    | 57 (9,1%)   | 105 (17,6%) |
| Азијати           | 8 (1,3%)    | 4 (0,7%)    |
| Хиспаноамериканци | 49 (7,9%)   | 37 (6,2%)   |
| Укупно            | 624         | 598         |